# Stefan Blankertz
Stefan Blankertz (* 23. Juni 1956 in Bünde) ist ein Vertreter und Aktivist des Anarchokapitalismus, Theoretiker der Gestalttherapie und Schriftsteller.

## Leben und Wirken
Stefan Blankertz wurde als Sohn des Pädagogen Herwig Blankertz geboren. Er war als Schüler, von 1970 bis 1977, Herausgeber der Zeitschrift Neue Viehzucht und des Almanachs Auf dem Misthaufen der Geschichte. Als Student war er Mitbegründer des Verlags Büchse der Pandora; seinen Anteil an dem noch heute existierenden Verlag verkaufte er 1987. Nach dem Studium an der Universität Münster wurde er dort 1983 mit einer Arbeit über Paul Goodman in Soziologie promoviert und hat sich 1987 mit einer Arbeit über angelsächsische Schulkritik an der Universität Wuppertal in Pädagogik habilitiert.
Nach dem Studium übte er verschiedene Tätigkeiten aus, etwa als Desk-Top-Designer und Texter, als Dozent für Gestalttherapie (am »Kölner Gestalt-Institut/GIK« und im Rahmen einer Gastprofessur an der Universität Frankfurt am Main) sowie als Trainer und Coach für Führungskräfte.
Blankertz hat viele Sachbücher im Bereich Theorie der Freiheit und des Staates, Theorie der Gestalttherapie und Religion publiziert. Er ist Autor libertär orientierter Bücher und Aufsätze sowie regelmäßiger Autor und Redaktionsbeirat der Zeitschrift eigentümlich frei. Er wirkt auch an der Gestalttherapie-Fachzeitschrift Gestaltkritik mit. Seit 2001 ist er auch als Romancier tätig und hat historische Romane sowie Fantasy- und Science-Fiction-Romane veröffentlicht.
Blankertz ist zum zweiten Mal verheiratet und Vater von zwei Söhnen.

## Werke (Auszug)
- Kritischer Pragmatismus: Zur Soziologie Paul Goodmans. Büchse der Pandora, Wetzlar 1983, ISBN 3-88178-054-8 (Dissertation, Universität Münster, 1983).
- Rousseau, Staat und Anarchie: Der „Contrat Social“ und die Amerikanische Revolution. In: Zeitschrift für Literaturwissenschaft und Linguistik. Jg. 16 (1986), Heft 63, S. 19–32.
- Legitimität und Praxis. Öffentliche Erziehung als pädagogisches, soziales und ethisches Problem. Büchse der Pandora, Wetzlar 1989, ISBN 3-88178-078-5 (Habilitationsschrift).
- Gestalt begreifen: Ein Arbeitsbuch zur Gestalttherapie-Theorie. Hammer, Wuppertal 1993; 4. Auflage 2011, ISBN 978-3-7795-0362-0.
- Die Therapie der Gesellschaft: Perspektiven zur Jahrtausendwende. Hammer, Wuppertal 1998, ISBN 3-87294-781-8.
- Das libertäre Manifest. Über den Widerspruch zwischen Staat und Wohlstand. Grevenbroich 2001, ISBN 3-8311-1869-8 (PDF).
- (mit Erhard Doubrawa) Einladung zur Gestalttherapie. Hammer, Wuppertal 2000; 4. Auflage 2005, ISBN 3-87294-847-4.
- Kritische Einführung in die Ökonomie des Sozialstaates: Über die „Kälte“ der Wohlfahrt und „Wärme“ des Kapitalismus. Mai 2005 (PDF; 329 kB).
- Die Literatte. Holzinger, Berlin 2011, ISBN 978-3-926396-74-7.